# ヒューマノイド
ヒューマノイド（英: humanoid）とは、英語のhuman（人）と接尾辞-oid（-のようなもの、-もどき）の組み合わせで、形容詞としては「人間そっくりの」や「人間によく似た」という意味で、名詞としては、人間に似た生物や人型ロボット（英: Humanoid robot(英語版)）などを指して用いられる。

## 概要
名詞としてはアンドロイド （android、ギリシア語のandro-（人、男性）と-oidの組み合わせ）と由来する言語が異なる同じ構造の語であり、語としてはほぼ同義である。しかし、実際の用法には差があり、アンドロイドが概ね人造人間などの造られた存在に用いられるのに対して、ヒューマノイドは造られた存在だけでなく自然発生したもの（人間に似た生物）にも用いられる。どれだけ人間に似ていればヒューマノイドと呼ぶか、といった定義は事実上存在せず、その扱いは作品によってまちまちである。英和辞典や用語辞典では、
- 形容詞：（形態・行動などが類人猿などに比べて）人間そっくりの。名詞：ヒト（人間）類似の生物、（SF 小説などに登場する）人型ロボット[1]
- （SF 小説などで）人間に似た宇宙人。また人型の人造人間[2]
- ヒト類似の生物。人間型ロボット[3]

と記載されている。

## ヒューマノイドロボット

ヒューマノイドロボット
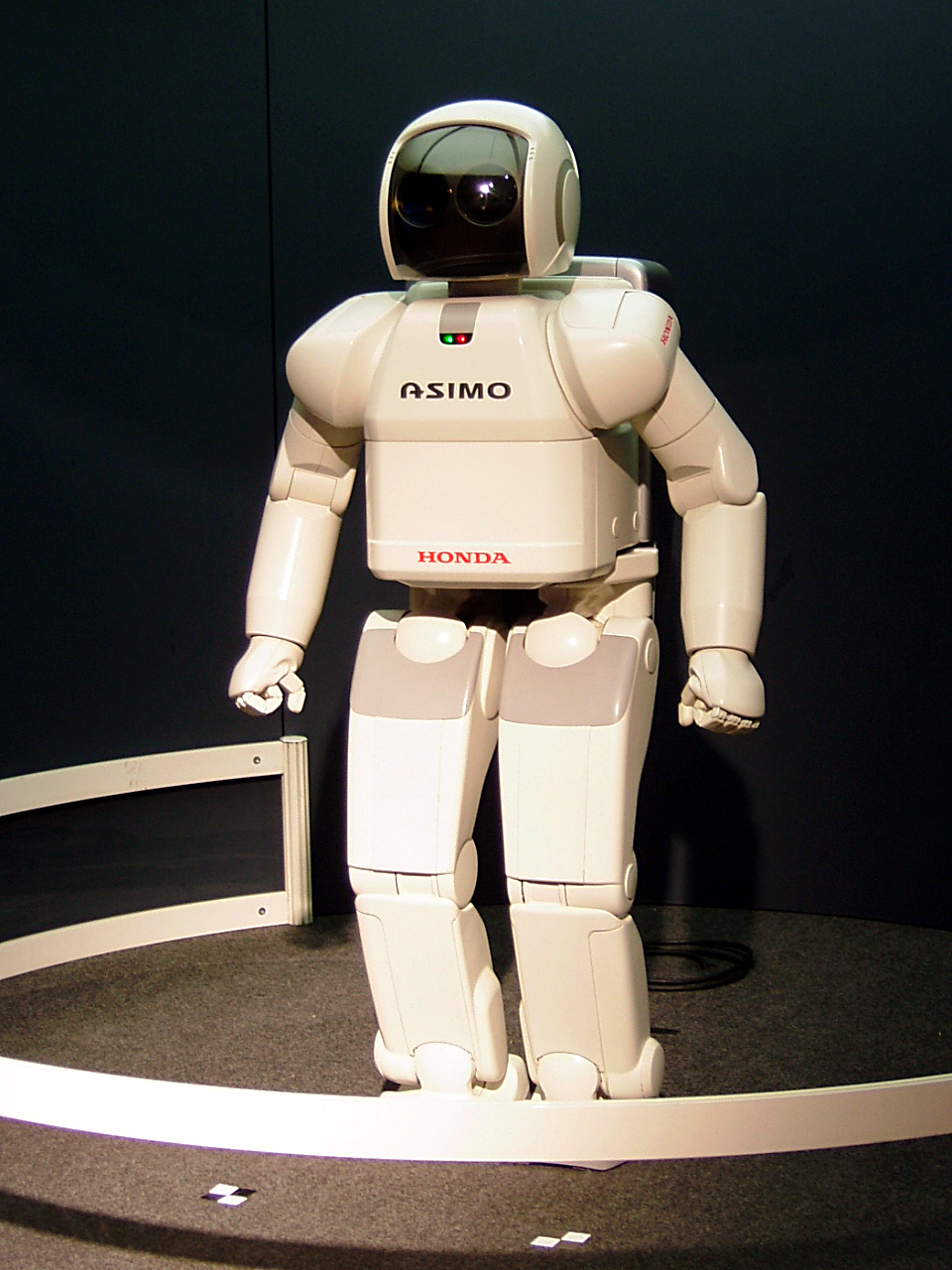
ホンダ「ASIMO」
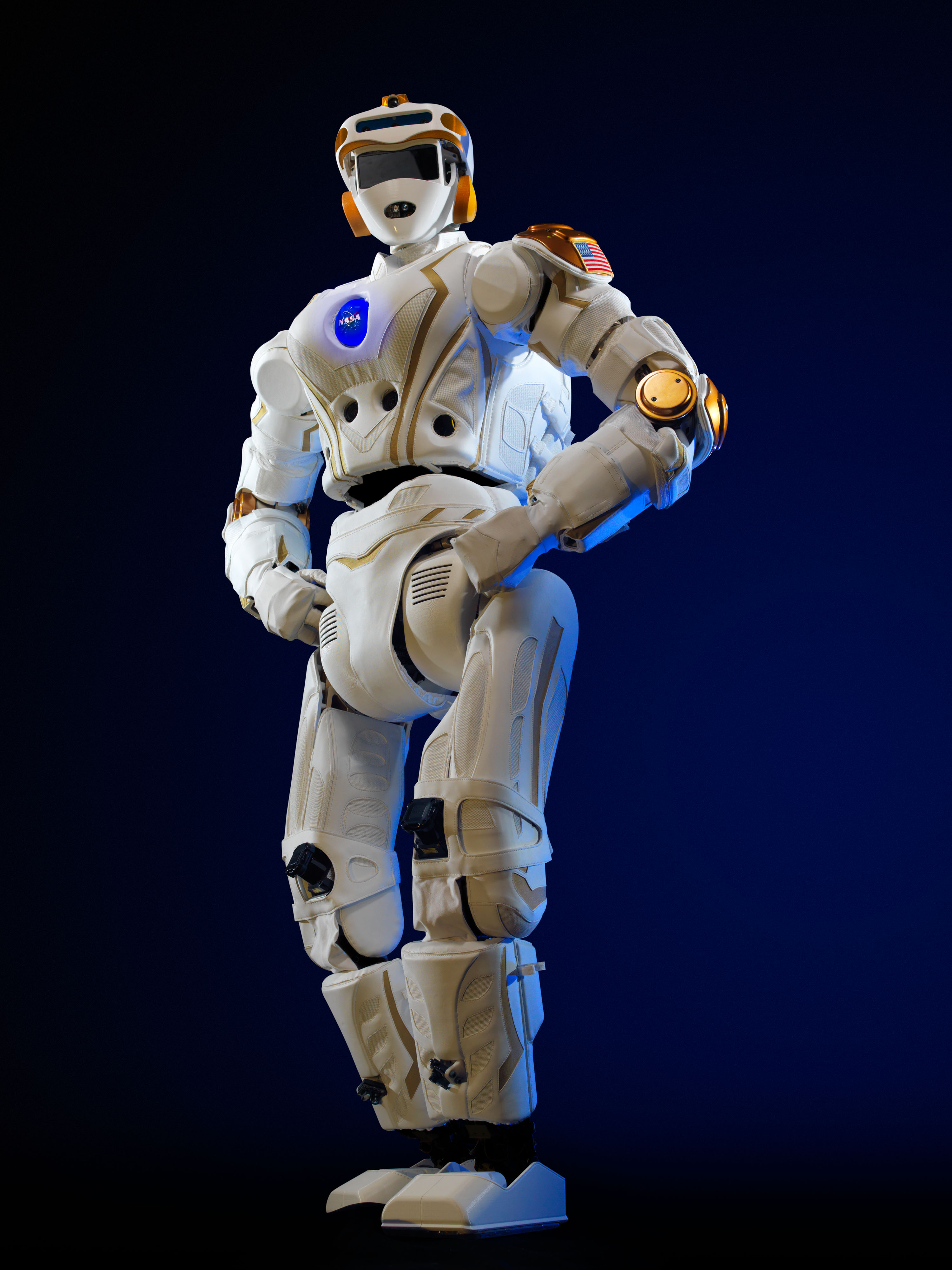
NASA「ヴァルキリー」

人間型のロボットは『ヒューマノイドロボット』（Humanoid Robot）と呼ばれる。
実用化に向けた研究が大学や研究所などで行われており、関連する論文は多い。「ASIMO」や「HRP-2」などの二足歩行ロボットの他にも、車輪によって移動を行う「Pepper」などもヒューマノイドロボットとして紹介される。バイクの操縦に特化し、単独では移動不可能な人型ロボット「MOTOBOT」（ヤマハ発動機製、ヒト型自律ライディングロボット）も、ヒューマノイドとして紹介される事がある。
ホビー用の小型二足歩行ロボットや4mと大型な搭乗型の機体でもヒューマノイドロボットとして紹介される事がある。
ピーター・ディアマンスによれば、2040年には100億台のヒューマノイドロボットが誕生するという。
人型である必要性
ヒューマノイドロボットには人間に合わせてデザインされたシステムが使えるという点や、話をすることを受け入れやすいというメリットはあるものの、技術的な困難さや与えられた目的に必ずしも最適な形状ではないとし、イメージ先行の開発を危惧する見方がある。ロボットを人型にするのは、ユーザーに受け入れられるための手段の1つにすぎないという見方もある。香港のハンソン・ロボティクスによる世界史上初めて市民権を与えられたロボット「ソフィア」もヒューマノイドロボットである。
競技大会
ヒューマノイドロボットが出場する競技大会としては、「DARPAロボティクス・チャレンジ」や「ROBO-ONE」、「ロボカップ」などがある。
- ヒューマノイドロボット
- ホンダ「ASIMO」
- NASA「ヴァルキリー」

## 適用
日本において労働災害事故件数は年々増加傾向にあり、人的労働をヒューマノイドに置き換えるとした着想がある。

## 未確認動物
人型をした未確認動物もヒューマノイドと呼ばれる。
「フライング・ヒューマノイド」や「アタカマ・ヒューマノイド」など。

## 架空
サイエンス・フィクションに登場する人型のロボット「C-3PO」や宇宙人（地球外生命）など。ロボットに関しては、一般的な機械的な外観のロボットに対して、アシモフ『鋼鉄都市』のR・ダニール・オリヴォーの様に、特に人間そっくりの外観を持つロボットを指して用いられる場合もある。
ファンタジーに登場する『人間によく似た体構造や知性を持つ異種族』(エルフやドワーフ、ゴブリン、リザードマンやワーウルフなどの獣人など)をまとめる際にこの訳語が当てられる事もある。
類似のものとして映画『ロボコップ』シリーズに登場するロボコップや、映画『ターミネーター』シリーズに登場するT-800などがあるが、ロボコップはサイボーグ、T-800はアンドロイドとして扱われる。